# IS (carro armato)
Gli IS furono una serie di carri armati pesanti sovietici, sviluppata tra gli anni '40 e '50 il cui ultimo stadio fu il carro T-10M. Tratti comuni della serie sono l'armamento principale calibro 122 mm e una pesante corazzatura. I carri pesanti vennero progressivamente sostituiti nella dottrina militare russa dal più versatile concetto di carro armato da combattimento, ma molti esemplari rimasero operativi (per lo più come riserva strategica) fino agli anni novanta. La serie fu denominata "IS" ("ИС" nell'alfabeto cirillico) dalle iniziali di Iosif Stalin, che, all'atto della progettazione, era segretario del Partito Comunista dell'Unione Sovietica.

## IS-1

### Sviluppo
L'apparizione dei carri armati tedeschi Panzer VI Tiger I sul fronte europeo orientale della seconda guerra mondiale ebbe un'influenza decisiva nello sviluppo dei carri armati pesanti sovietici. Il KV-1 (in onore del ministro della guerra Kliment Efremovič Vorošilov), già assillato da problemi di lentezza e armamento insufficiente, fu giudicato del tutto inadatto a confrontarsi col nuovo mezzo tedesco. Nel marzo 1942 venne messo allo studio nella fabbrica carri sperimentale di Čeljabinsk un nuovo carro denominato KV-13.
I collaudi del nuovo mezzo non furono soddisfacenti, nonostante offrisse un livello di protezione significativamente migliore dei suoi predecessori e, di conseguenza, l'esercito si disinteressò velocemente al nuovo carro armato. Tuttavia il gruppo proseguì lo sviluppo, assemblando due nuove varianti del KV-13 nel dicembre 1942. Rispetto al carro originale, i nuovi esemplari avevano una torretta completamente ridisegnata.
Nel febbraio 1943, per decreto del GOKO, le Officine Kirov e la fabbrica di trattori di Čeljabinsk produssero due esemplari sperimentali, che furono battezzati carri "Iosif Stalin" (Vorošilov era ormai in disgrazia dopo le debacle del 1941). Il modello armato con cannone da 76,2 mm fu chiamato JS-1, mentre l'altro, armato con un obice trasportabile U-11 da 122 mm fu battezzato JS-2'.
Entrambi i modelli, testati a inizio primavera del '43, mostrarono buone prestazioni in generale: rispetto al KV-1S erano più veloci, meglio protetti e meno pesanti.
Corretti alcuni difetti di gioventù, si stava per mettere l'IS-1 in produzione quando, a aprile inoltrato del '43, arrivò a Kubinka il primo Tiger I catturato, per sottoporlo a test comparativi. Il risultato fu che la migliore arma per contrastare il nuovo carro tedesco era il cannone antiaereo da 85 mm 52-K m 1939, che, a distanze uguali o inferiori a 1000 m, era in grado di perforare la piastra frontale spessa 100 mm.
Il Gabinetto Centrale per la Progettazione dei Pezzi d'Artiglieria (TsAKB) fu incaricato di sviluppare e installare un nuovo pezzo da 85 mm per l'IS-1. Fin dall'inizio fu chiaro che sarebbe stato impossibile installare un cannone da 85 mm nella torretta non modificata dell'IS-1 senza ridurre in maniera sensibile lo spazio interno per l'equipaggio. Fu necessario quindi ingrandire la torretta e, di conseguenza, lo scafo fu allungato di 42 cm. A seguito dell'allungamento, venne anche aggiunta un'ulteriore ruota al treno di rotolamento. La nuova versione dell'IS-1 venne denominata "Oggetto #237" e messa in produzione in via sperimentale – 2 esemplari – nel luglio 1943: uno armato col cannone S-31 (ottenuto combinando la canna da 85 mm con la base dello Zis-5 da 76,2 mm per semplificare la produzione) e l'altro col D-5T (sviluppato per il SU-85). Alla fine fu scelta la combinazione armata col cannone D-5T, che venne ribattezzata IS-85.
Una piccola serie di carri fu prodotta nell'estate del 1943. Esaminati e approvati dall'establishment del Cremlino, furono messi in produzione di massa e presero servizio nell'Armata Rossa a partire dal 4 settembre dello stesso anno. Il carro riassunse la sua denominazione originale di IS-1 a partire dal marzo 1944.

### Caratteristiche tecniche
Il carro è convenzionale, con torretta montata in posizione centrale leggermente avanzata e motore da 600 cv montato posteriormente in posizione longitudinale.
La corazzatura è di acciaio omogeneo, fusa, spessa 120 mm in corrispondenza della porzione superiore della piastra frontale e 100 mm allo scudo della torretta. Sono molto protetti anche i lati, con 90 mm.
L'armamento principale è costituito da un cannone D-5T da 85 mm, mentre una mitragliatrice da 7,62 mm può essere montata (anche se, di fatto, non sempre l'equipaggio lo faceva) in un cupolino sul retro della torretta, analogamente al KV-1. Un'altra mitragliatrice da 7,62 mm è montata coassialmente al cannone.
L'equipaggio è di 4 persone (capocarro, cannoniere, pilota e servente). Il pilota siede anteriormente in posizione centrale, con le leve per il comando dei cingoli (per avanzamento e sterzata) alla sua destra e alla sua sinistra. La visibilità anteriore a portello chiuso è assicurata da una feritoia. I proiettili dell'armamento principale sono stivati in riservette intorno all'anello e sui lati della torretta.
Il peso complessivo è di circa 46 t. L'autonomia è di circa 250 km.

### Impiego operativo
Tra settembre 1943 e gennaio 1944 vennero prodotti un po' più di 100 IS-1. Nel febbraio 1944, tutti i reggimenti di carri pesanti da sfondamento esistenti, equipaggiati coi carri KV, furono riequipaggiati con nuovo materiale. Simultaneamente, furono creati nuovi reggimenti coi nuovi carri IS. Durante l'addestramento i nuovi equipaggi ricevettero lo status di "guardie", a causa dell'importanza che veniva attribuita al loro compito. Cosa abbastanza peculiare, sui carri IS-1 di questi reggimenti erano presenti due ufficiali: il capocarro e il pilota avevano il grado di tenente. Il cannoniere e il servente erano sottufficiali, col grado di sergente. Non tutti gli equipaggi avevano esperienza di combattimento su carri pesanti; questo si tradusse in performance disastrose alla loro entrata in servizio.
Una delle prime unità entrate in battaglia fu il 13º reggimento guardie carri pesanti da sfondamento, armato con 21 carri IS-1. Il 15 febbraio 1944 dovettero aiutare la 109ª brigata carri durante l'assalto del villaggio di Lysisanka, nella regione di Fastov; gli avversari erano il III. Panzerkorps. Il comandante distaccò 5 carri IS-1 e li mandò all'assalto del villaggio. I tedeschi lasciarono avvicinare i russi fino a circa 600 m prima di aprire il fuoco da postazioni mimetizzate. Tutti i carri furono messi fuori combattimento, due bruciati e irrecuperabili. Ogni carro ricevette fino a sette colpi. Il villaggio fu catturato il giorno dopo in maniera più saggia, circondandolo e attendendo che i tedeschi finissero il carburante.
Il primo scontro verificabile tra IS-1 e Tiger avvenne il 4 marzo 1944. In Ucraina il 1º Reggimento guardie fu coinvolto in uno scontro con un raggruppamento di carri Tiger. Un IS-1 fu distrutto dalla distanza di 1500–1800 m mentre altri due furono immobilizzati. Durante lo scontro furono messi fuori combattimento, ma non distrutti, due Tiger.
L'8 marzo un paio di IS-1 furono distrutti da una batteria di PaK 40 da 75 mm da cortissima distanza. Il primo carro ricevette otto colpi e il secondo quattro.
Il 15 marzo, quindici IS-1 del 13º Reggimento guardie sostennero un attacco della 50ª Brigata carri, vicino all'Uman'. Cinque IS-1 furono messi fuori combattimento dai cannoni contraerei da 88 mm, altri tre furono immobilizzati da guasti meccanici e uno cadde in un fiume. Durante la battaglia successe anche un fatto piuttosto raro: la corazzatura inferiore di un IS-1 fu perforata dal colpo del fucile anticarro Panzerbüchse da 7,92 mm.
Il 16 marzo una compagnia di Tiger colse in un'imboscata un gruppo di IS-1. Due carri bruciarono coi loro equipaggi.

## Storia

### Sviluppo
Dai primi impieghi operativi dell'IS-1 risultò subito evidente che non era né armato né protetto per i compiti assegnati. In pratica, pur essendo superiore al KV, non era nettamente migliore del carro che avrebbe dovuto sostituire e non era neppure marcatamente migliore dei suoi avversari. Si procedette ad un miglioramento dell'armamento e della protezione.
Dall'analisi della battaglia di Kursk emerse che l'arma controcarro migliore era il cannone divisionale da 122 mm A-19. Fu possibile installarlo anche sui carri armati, grazie all'adozione di ammortizzatori di rinculo, meccanismi per controllare l'alzo e altri sottosistemi mutuati dall'obice sperimentale U-11. Il progetto di massima fu approvato il 31 ottobre 1943.
Fu necessario installare un freno di bocca per ridurre vampa e polvere sollevata durante lo sparo. Il tipo impiegato inizialmente fu un modello a T, giudicato presto insoddisfacente e sostituito con uno di disegno tedesco in prima battuta e in seguito con uno nuovo e più pesante. I test si succedettero rapidamente con esito soddisfacente. In particolare, durante i test di fuoco, la corazza laterale di un Panther fu completamente perforata e il lato opposto fu strappato dalle saldature. Il cannone così modificato fu adottato come 122 mm D-25T.
La prima produzione fu consegnata nel dicembre del 1943, appena tre mesi dopo i primi IS-1. A partire da febbraio 1944 la produzione dei IS-1 fu sospesa e si produssero solo IS-2. Si evidenziarono presto problemi dell'armamento. In primo luogo, il carro poteva trasportare solo 28 colpi, non i 59 del IS-1. Poi la cadenza di fuoco era bassa, a causa di munizioni costituite da proietto e carica separata.
Per correggere il difetto fu adottata una culatta di differente disegno e parzialmente automatica, che consentiva una cadenza di 1,5 – 2 colpi al minuto, contro l'1 originario. Inoltre, durante il primo incontro tra i IS-2 e i carri tedeschi, si vide che il proiettile APHE BR-471 penetrava la piastra frontale dei Panther solo a meno di 700 m. La corazza frontale dei Tiger I, invece, poteva essere perforata fino a 1200 m. Questo perché il proiettile, molto appuntito, tendeva a perforare più efficacemente corazze verticali (tipo Tiger), ma rimbalzava da quelle inclinate del Panther. Le performance migliori le aveva il proietto ad alto esplosivo OF-471, che a volte riusciva a sradicare completamente la piastra frontale dalle saldature.
A partire dall'estate del 1944 il problema della scarsa penetrazione dei proiettili AP scomparve. Questo fu dovuto, più che altro, alla sostituzione da parte dei tedeschi dell'acciaio al manganese con acciaio ad alto tasso di carbonio legato con nickel. Le corazze così composte tendevano ad essere più fragili, specialmente lungo le saldature.
Per quanto riguarda la protezione passiva, a partire dai primi mesi del 1944 fu resa più robusta la corazzatura del carro, sottoponendo le lastre a tempra drastica per innalzarne la durezza superficiale. Questo portò a un accresciuto numero di componenti necessari per la produzione dello scafo, oltre a costi più elevati. Alla fine si giunse a un nuovo disegno della parte frontale del carro, più filante e con un'inclinazione costante di 60° rispetto alla verticale. La nuova piastra frontale, prodotta dal maggio 1944, risultò impenetrabile all'88 mm KwK 36 anche se colpita da breve distanza. La parte inferiore del muso, inclinata di 30°, rimase più vulnerabile. Dal luglio 1944 pezzi di cingolo vennero attaccati ad essa come soluzione "artigianale". La torretta risultò impossibile da modificare. Disegnata per il cannone da 85 mm, risultava sbilanciata dal peso del 122 mm. Un'accresciuta corazzatura l'avrebbe ulteriormente sbilanciata, rendendo necessario un nuovo meccanismo di brandeggio.
Dopo queste modifiche il carro rimase sostanzialmente inalterato fino al 1954-55, quando fu intrapreso un programma di modernizzazione che diede origine al IS-2M.

### Caratteristiche tecniche del IS-2
Il carro IS-2 è convenzionale, con torretta montata in posizione centrale leggermente avanzata e motore da 600 cv montato posteriormente in posizione trasversale. La corazzatura è di acciaio omogeneo, fusa, spessa 120 mm in corrispondenza della porzione superiore della piastra frontale e 100 mm allo scudo della torretta. Sono molto protetti anche i lati, con 90 mm.
L'armamento principale è costituito da un cannone da 122 mm D-25T, con proietti e cariche separati. Una mitragliatrice DT da 7,62 mm è montata coassialmente al cannone.
Rispetto al IS-1, la cupola del capocarro è leggermente spostata a sinistra e il periscopio PT4-17 è stato sostituito da un visore MK-IV. Sul portello del capocarro è installata una mitragliatrice pesante DŠK per difesa antiaerea. L'equipaggio è di 4 persone (capocarro, cannoniere, pilota e servente). Il pilota siede anteriormente in posizione centrale, con le leve per il comando dei cingoli (per avanzamento e sterzata) alla sua destra e alla sua sinistra. La visibilità anteriore a portello chiuso è assicurata da una feritoia. I proiettili dell'armamento principale sono stivati in riservette intorno all'anello della torretta e sui lati della torretta stessa.
Il peso complessivo del carro è di circa 46 t. L'autonomia, in condizioni ottimali è di circa 250 km.

### Impiego operativo
Come il IS-1, il IS-2 ebbe il suo battesimo del fuoco durante le fasi finali della liberazione dell'Ucraina.
Le prime battaglie a cui prese parte furono quelle di Proskurovo-Černigovskaya e Uman'sko-Botočskaya. I reggimenti equipaggiati con questa macchina erano l'11° e il 72º Reggimento guardie.
Il 72º reggimento, incorporato nella 1ª Brigata corazzata Guardie, nel maggio 1944 prese parte ad azioni nei pressi di Obertin e, in 20 giorni di combattimenti, perse appena otto carri, distruggendo oltre quaranta cingolati fra Tiger e Sturmgeschütz III o IV, tre portamunizioni e dieci cannoni controcarro. Il carro si dimostrò in grado di sostenere anche elevati livelli di danno prima di capitolare.
In un rapporto ufficiale russo si legge:
In generale, i rapporti di danneggiamento dei IS-2 sono tutti simili. I carri venivano messi fuori combattimento solo da colpi di grosso calibro sparati a distanze inferiori agli 800 m, sui lati o sul retro. Per lo più, l'equipaggio era in grado di evacuare il veicolo illeso o con ferite leggere.
In definitiva, i IS-2 e i Panzer VI Tiger I e Panzer VI Tiger II ebbero solo ingaggi sporadici.
Il primo scontro tra IS-2 e Tiger II si ebbe il 13 agosto 1944. La compagnia comandata dal tenente Klimenkov distrusse due Tiger II. Contemporaneamente, il tenente Udalov ne distrusse altri tre.
Il 12 novembre ci fu un'altra schermaglia vicino a Budapest e il 12 gennaio 1945 vicino a Lisuv. In entrambi i casi, tutte e due le parti subirono grosse perdite.
Vale la pena di ricordare che l'88 mm del Tiger II aveva una migliore capacità di perforare le corazze, mentre il 122 mm sovietico grazie all'enorme energia cinetica era spesso in grado di far saltare la torretta o far detonare le munizioni all'interno dei carri avversari anche senza penetrare la corazza.
In totale, entro la fine del conflitto furono formate cinque brigate carri pesanti indipendenti. Due di esse presero parte alla battaglia di Berlino.
I IS-2 si rivelarono ottimi per neutralizzare le postazioni fortificate nemiche, dal momento che un singolo colpo da 122 mm poteva distruggere la cupola in cemento armato di un bunker.
A partire dai primi mesi del 1945, i carri furono impiegati sempre di più in ambiente urbano. I IS-2 ricevettero delle scudature aggiuntive, montate spaziate rispetto alla corazzatura principale, per proteggersi dai razzi a carica cava dei panzerfaust o altre armi simili. Il colpo distruggeva lo scudo superficiale, ma non perforava la corazza principale, sulla quale rimaneva un piccolo buco annerito, poco profondo, che gli equipaggi chiamavano "il bacio della strega". Durante i combattimenti in area urbana, gli equipaggi ricevettero anche l'ordine di combattere con i portelli chiusi, ma non bloccati. Questo permetteva di soccorrere gli equipaggi feriti, prevenendo, contemporaneamente, la possibilità che i nemici riuscissero a buttare bombe a mano dentro il carro da postazioni sopraelevate. La misura si rivelò efficace, e le perdite di equipaggi diminuirono. I tedeschi praticamente non poterono mai studiarlo a fondo, perché i russi erano padroni dei campi di battaglia e recuperavano i relitti dopo gli scontri.
Oltre che nell'Armata Rossa, il IS-2 servì nell'Esercito polacco. 71 carri furono destinati al 4º e al 5º reggimento carri pesanti. Durante la battaglia di Pomerania, i due reggimenti distrussero 31 carri nemici perdendone 14. Entrambi i reggimenti presero parte alla battaglia di Berlino. Nella primavera del '45, poco prima della liberazione di Praga, anche l'esercito cecoslovacco ricevette diversi IS-2.
All'inizio degli anni '50, diversi IS-2 furono forniti alla Cina. Secondo alcune fonti (ma l'informazione è da verificare), dei volontari cinesi potrebbero averli usati in Corea contro gli americani. Pare che operassero almeno quattro battaglioni cinesi indipendenti, ognuno con quattro compagnie di T-34/85 e una di IS-2 (cinque carri). I IS-2 furono forniti dalla Cina al Vietnam durante le guerre indocinesi. Cuba ricevette due reggimenti di IS-2 nei primi anni '60. I IS-2M operarono nell'esercito sovietico piuttosto a lungo, sopravvivendo ai IS-3 e ai IS-4.
Negli anni '70 erano usati in estremo oriente come fortini. L'ultimo utilizzo fu nel 1982 nel distretto di Odessa durante delle manovre. L'ordine ufficiale di rimozione dal servizio, comunque, fu emanato solamente nel 1995.

## IS-3 e IS-3M

### Sviluppo e caratteristiche
Lo sviluppo del IS-3 ebbe inizio nell'estate del 1944, con il nome di "Kirovets-1". Il progetto venne intrapreso dopo un'attenta analisi delle tipologie di danno inflitte dai tedeschi ai corazzati russi. All'epoca c'erano due modelli di carri pesanti allo studio: il primo (basato sugli object numero 244, numero 245 e numero 248) era caratterizzata da un'inedita piastra frontale a V rovesciata al posto della classica lastra piana. La nuova configurazione consentì di sagomare tutta la parte anteriore del carro, adottando anche delle "guancette" inclinate ai lati del muso. La soluzione permise di irrobustire il disegno senza aumentare il peso. La torretta, simile a quella dei precedenti carri IS, era saldata anziché fusa, dal momento che le fonderie erano perlopiù impegnate a produrre le torri dei IS-2 e dei T-34/85. Il secondo progetto era caratterizzato da una grossa torre arrotondata, vagamente rassomigliante una scodella rovesciata. La nuova torretta, grazie alla forma particolare, era in grado di deflettere più efficacemente i proiettili perforanti. Inoltre, la buona disposizione degli interni permetteva di minimizzare le dimensioni e, al contempo, di aumentare la corazzatura da 100 mm a 250 mm.
Entrambi i progetti furono sottoposti a Malyšev, ministro della produzione dei carri armati, che, con acume, decise di combinare la torretta del secondo progetto con lo scafo del primo. Il nuovo carro, denominato "Oggetto #703", venne mostrato a Žukov e a Vasilevskij nell'ottobre del '44. Subito dopo, Stalin ordinò la sua messa in produzione. Il carro di serie si dimostrò robusto e ben protetto. L'armamento principale era costituito da un cannone da 122 mm A-19, con ventotto proietti a carica separata, assistito da un meccanismo di caricamento semiautomatico.
Normalmente il carro trasportava 18 proietti ad alto esplosivo e 10 AP, distribuzione che suggerisce un impiego primario contro bersagli "morbidi". L'equipaggio era di quattro persone (pilota, comandante, artigliere, servente). Per la prima volta su un carro russo, il pilota era dotato di portello con iposcopi anziché feritoie. L'iposcopio del pilota doveva però essere rimosso prima di aprire il portello. Il carro trasportava 450 litri di carburante internamente, inoltre poteva essere equipaggiato con quattro serbatoi esterni da 90 litri l'uno, connessi direttamente ai serbatoi principali. I serbatoi esterni erano dotati di meccanismo di sgancio di emergenza. Il IS-3 restò in produzione di massa fino a metà del 1946, con un totale di 2.311 esemplari prodotti. Inizialmente soffrì di numerosi difetti, legati a problemi di progettazione. I più seri erano: motore e cambio inaffidabili e problemi ad alcune componenti della torretta. Nel 1946 fu formata una commissione per analizzare e eliminare questi problemi, che propose un programma di ammodernamento e miglioria. Tra il 1948 e il 1950 tutti i carri furono ammodernati, rinforzando motore e cambio, sostituendo le ruote e rimpiazzando le radio 10-RK con più moderne 10-RT. Dopo il programma di modifica, il peso del carro si era innalzato a 48,8 t. Nonostante le modifiche, il veicolo continuò ad essere inaffidabile. Alla fine degli anni '50, il carro fu ammodernato nuovamente, dando vita al IS-3M. In definitiva, i carri modernizzati erano più o meno comparabili con gli altri carri russi, ma ormai erano divenuti obsoleti. Furono mandati in aree di stoccaggio e usati raramente.

### Impiego operativo
Il primo gruppo di preserie di IS-3 lasciò la fabbrica a metà maggio 1945. Questi carri non parteciparono quindi ad nessuna azione di guerra nonostante i Tedeschi asserissero di averne distrutti molti durante la battaglia di Berlino. Almeno un reggimento di IS-3 fu inviato in Estremo Oriente, ma non è noto se siano mai stati coinvolti in azioni contro l'esercito giapponese. Il 7 settembre 1945, 52 carri parteciparono alla parata della vittoria a Berlino, suscitando scalpore negli osservatori occidentali. I primi carri di serie, completi di ogni caratteristica progettuale, vennero prodotti nel 1946 e nello stesso anno due carri furono anche inviati in Polonia a scopo di valutazione. Nel 1950 un carro fu inviato in Cecoslovacchia. La Cina ricevette diversi carri, solamente dopo la fine della guerra di Corea. L'unico impiego certificato di questo carro da parte dell'Armata Rossa fu nel 1956 a Budapest.
Verso la fine degli anni '50 l'esercito egiziano ricevette i primi tre IS-3, anche se la maggior parte fu acquisita tra il 1962 e il 1967. L'esercito israeliano catturò alcuni IS-3 nella Guerra dei sei giorni (1967) e nella Guerra dello Yom Kippur (1973) e li riequipaggiò con motore del T-54.

## IS-4
Lo sviluppo di questo carro ebbe inizio nel 1944, col nome in codice di IS-4-701, come tentativo di sviluppare un carro pesante per la fine del conflitto e il dopoguerra. I prototipi di questo carro furono denominati "oggetto 701-2", "oggetto 701-5" e "oggetto 701-6". Alla fine, l'"oggetto 701-6" fu giudicato quello di maggior successo e accettato in servizio nel 1947 con la designazione di IS-4. Rispetto ai precedenti carri IS aveva uno scafo più lungo (con sette anziché sei ruote al treno di rotolamento) e una torretta a pianta leggermente più ampia, per consentire lo stivaggio di un maggior numero di munizioni. L'armamento rimaneva l'usuale 122 mm, affiancato da una mitragliatrice coassiale e da una contraerea di grosso calibro montata sulla cupola del capocarro. Il carro armato imbarcava 30 colpi da 122 mm del tipo proietto/carica separata. Le munizioni erano sistemate in speciali contenitori di acciaio per prevenire detonazioni accidentali. Si ritiene che la produzione di massa di questo carro sia partita nel 1947 e che ne siano stati costruiti 250 esemplari. La maggior parte furono assegnati alle divisioni di stanza in estremo oriente. La produzione fu cancellata nel 1949 e poco dopo i carri furono tolti dal servizio. La corta vita operativa del veicolo si deve principalmente a problemi tecnici riguardanti la trasmissione, oltre che al peso eccessivo che lo rendeva logisticamente troppo impegnativo.

## IS-5
Progetto iniziato nel 1944 alla fabbrica numero 100. Furono considerate diverse combinazioni di armamento, protezione e layout della torretta. Alla fine furono costruiti solo dei modellini in legno.

## IS-6
Progetto sviluppato nel 1944 a Čelyabinsk, con la designazione di "object 253". Il carro, in seguito denominato IS-6, aveva uno scafo simile a quello del IS-2, con una trasmissione elettromeccanica. La motorizzazione poteva spingere il mezzo (che aveva un peso di 51,5 t) a 43 km/h. L'armamento principale era l'usuale A-19 da 122 mm, mentre la protezione era superiore a quella del IS-3 (benché inferiore al IS-4). La trasmissione elettro meccanica, che secondo i progettisti avrebbe dovuto influire positivamente sulla manovrabilità del carro, si rivelò inaffidabile, anche a causa del grosso peso del veicolo. Fu sviluppato anche un carro con trasmissione puramente meccanica, ma era ancora meno affidabile.

## IS-7
Il progetto del IS-7 iniziò nel 1945, con il nome di "object 260". Lo scafo era costituito da piastre inclinate ad angolo molto acuto. Inizialmente venne realizzata solo una maquette in legno. Nel 1946 venne realizzato il primo prototipo funzionante (differente dal modello, ma con la stessa designazione). Il secondo prototipo, completato il 25 dicembre 1946, superò con successo un percorso di prova di 45 km. Il carro presentava una serie di soluzioni nuove, soprattutto per un mezzo russo. Aveva cingoli di acciaio con tasselli in gomma, ampiamente utilizzati in occidente, ma sempre rifiutati dai russi, ed era armato con un cannone S-26 da 130 mm, dotato di un peculiare freno di bocca traforato (detto a "pepiera"). La cadenza di fuoco era di 6-8 colpi al minuto, elevata in relazione al calibro del pezzo, ed ottenuta grazie a un meccanismo di caricamento automatico. Vennero prodotti due scafi e due torrette, che furono sottoposte a Kubinka al fuoco dei cannoni da 88 e 128 mm tedesco e 122 mm russo. I risultati furono usati per sviluppare la corazza definitiva.
Nel 1947 scafo e torretta furono ridisegnati, e la protezione aumentata. L'armamento principale fu aggiornato montando il cannone S-70 L 54, sempre da 130 mm. Un'altra novità fu un sistema (sulla cui reale efficacia non si hanno dati precisi), che avrebbe dovuto agganciare il cannone a un bersaglio e aprire il fuoco automaticamente. Nell'estate del 1948 furono prodotti quattro IS-7, che vennero inviati a Kubinka per i test. La corazza risultò pressoché invulnerabile, sostenendo con successo i colpi dei 128 e 130 mm.

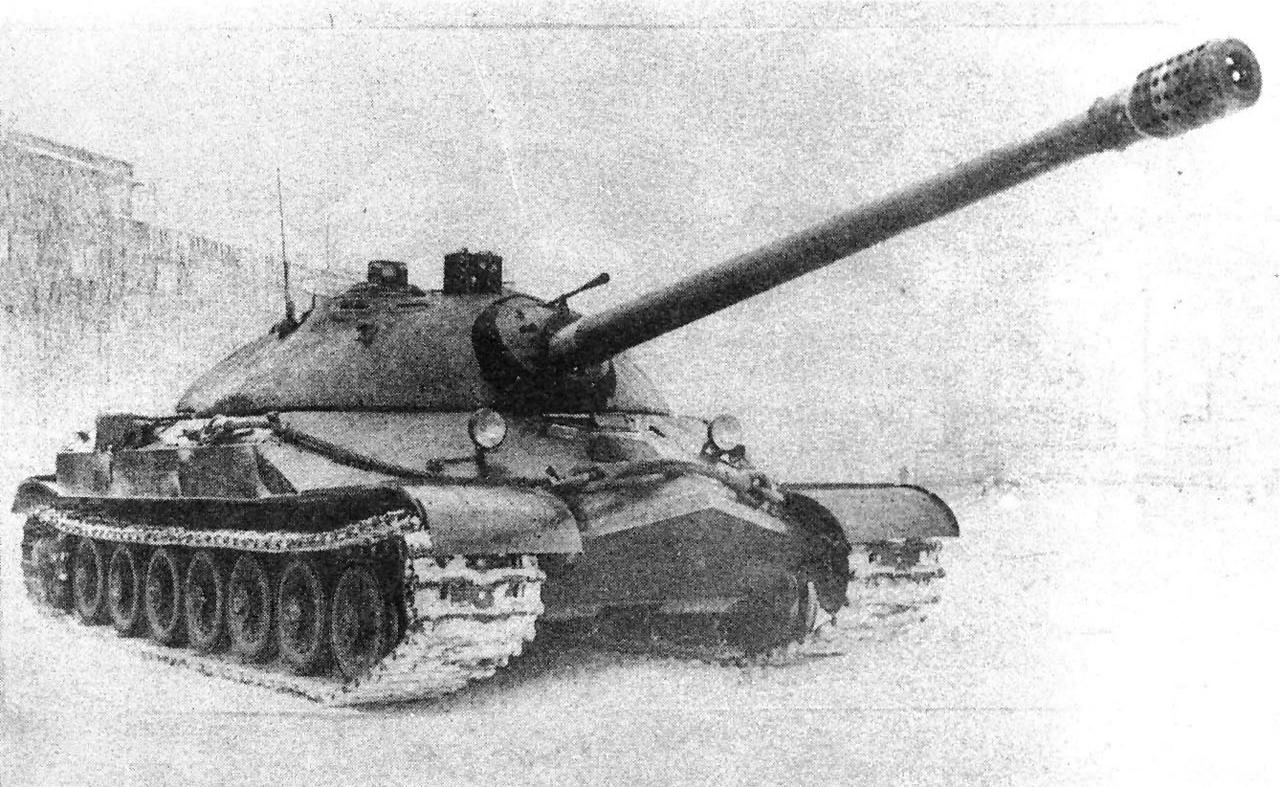
Il prototipo del IS 7, durante alcuni test invernali

## IS-8, IS-9, T-10 e T-10M
Alla fine del 1948, il GBTU emanò una specifica per un carro armato del peso non superiore alle 50 tonnellate. Il nuovo progetto ricevette la designazione di JS-8. Furono costruiti inizialmente un modello in scala 1:1 e un prototipo, seguiti da una piccola serie di 10 esemplari. Nella primavera del 1950 questi ultimi furono sottoposti a dei test a Kubinka. I test furono più o meno soddisfacenti, e la commissione esaminatrice espresse parere favorevole alla messa in produzione del nuovo mezzo, ma solo dopo una serie di modifiche.
Alla fine, le modifiche furono così numerose che il carro cambiò designazione due volte: venne prima chiamato JS-9 e poi JS-10.
Nel 1953 Stalin morì. Anche a seguito del processo di destalinizzazione che ne seguì, la designazione del veicolo fu cambiata da JS-10 a T-10. Il T-10 era armato con un cannone D-25TA da 122 mm e una mitragliatrice coassiale DŠKM (un aggiornamento della DŠK) da 12,7 mm. Nel 1955 vennero prodotti i primi due prototipi: uno con il cannone stabilizzato sul piano verticale e l'altro con l'armamento principale stabilizzato su entrambi gli assi. La seconda variante fu accettata un anno più tardi con la designazione di T-10°. Nel 1957 fu prodotta un'ulteriore versione, il T-10B, che, oltre al cannone stabilizzato sui due assi, era dotata di mirini T2S-29-14. Nello stesso anno entrò in produzione anche il T-10M, caratterizzato da un cannone dalle caratteristiche balistiche migliorate (il M-62-T2 da 122 mm), dalla stabilizzazione su entrambi gli assi dell'armamento e da un sistema di visione notturna, un po' rudimentale per gli standard attuali, ma relativamente all'avanguardia per l'epoca. Il carro era anche dotato di mitragliatrice pesante contraerea. La corazzatura era in acciaio laminato compatto, con spessore fino a 210 mm. Nel 1963 il carro fu equipaggiato con un sistema per guado sul fondo dei fiumi, in grado di far attraversare corsi d'acqua profondi fino a 5 metri, mentre nel 1967 venne dotato di munizioni APDS e HEAT. L'equipaggio era di 4 persone. Non risulta che il mezzo sia mai stato utilizzato in combattimento. La produzione del T-10M terminò nel 1966. I mezzi in linea non furono sottoposti a programmi ufficiali di aggiornamento, anche se non si può escludere che un certo numero di T-10 siano stati dotati di apparati facilmente installabili, come un telemetro laser. Il T-10 è stato spesso descritto come il meglio protetto tra i carri russi degli anni '60 e, per alcuni versi, la sua capacità di sopravvivere sui campi di battaglia di un ipotetico teatro di guerra europeo era superiore a quella delle prime serie del T-72. Non è mai stato esportato e, a quanto sembra, avrebbe dovuto essere utilizzato come carro di rottura. Fu tenuto in riserva strategica fino al 1993, quando venne definitivamente radiato.

## Izdeliye-Oggetto 277, 279 e 770
Legati alla storia della serie IS e con loro imparentati, ci sono anche tre prototipi di carro armato che, rispetto ai molti studi prodotti e mai concretizzati, arrivarono vicini alla fase costruttiva e introdussero concetti e soluzioni interessanti.
L'oggetto 277 riprendeva idee del JS-7 e del T-10. Era armato con un cannone da 130 mm e con una mitragliatrice coassiale KPVT da 14,5 mm. Il carro era inoltre equipaggiato con uno stabilizzatore assiale "Groza-2" e con un sistema di visione notturna. Il motore sviluppava 1090 cv. Si equipaggiò inoltre il mezzo con un sistema per la difesa da attacchi nucleari, un meccanismo per pulire automaticamente i visori e per guadi profondi.
L'oggetto 279 fu sviluppato nel 1957 e fu un veicolo piuttosto originale. L'impostazione del mezzo era classica, ma il problema della protezione fu risolto in modo nuovo: lo scafo del carro venne coperto con uno scudo ellittico, destinato a proteggerlo dalle granate HEAT e dagli effetti di un'esplosione nucleare, che avrebbe dovuto investirlo senza ribaltarlo. Lo spessore della corazzatura era di 269 mm sulla piastra frontale e 305 alla torretta.
L'armamento era costituito da un cannone M-65 da 130 mm e da una mitragliatrice coassiale KPVT da 14,5 mm. Il carro era mosso da un motore diesel da 950 cv. L'equipaggio era di 4 uomini. Un'altra innovativa soluzione adottata riguardava il treno di rotolamento: era costituito da quattro cingoli accoppiati a due a due. Anche se l'altezza del carro risultava un po' elevata, l'idea permetteva di avere una pressione specifica sul terreno bassa, con, conseguentemente, un'ottima manovrabilità su terreni soffici, come fango o neve.
L'oggetto 770 fu una piattaforma di prova tecnologica. Incorporò diverse tecnologie all'avanguardia per l'epoca: uno dei primi sistemi NBC (efficace, per la verità, più contro gli attacchi nucleari che verso i bio-chimici), una girobussola, estintori automatici e visori notturni. La corazzatura era spessa 120 mm alla piastra frontale e 290 mm alla torretta. L'armamento constava di un cannone M-65 da 130 mm con 26 colpi e di una mitragliatrice da 14,5 mm. Il motore era un V 10 diesel da 1000 cv raffreddato a liquido. Il carro fu descritto da analisti militari come un'ottima realizzazione e servì per sviluppare soluzioni incorporate in modelli successivi.

## Foto di carri IS

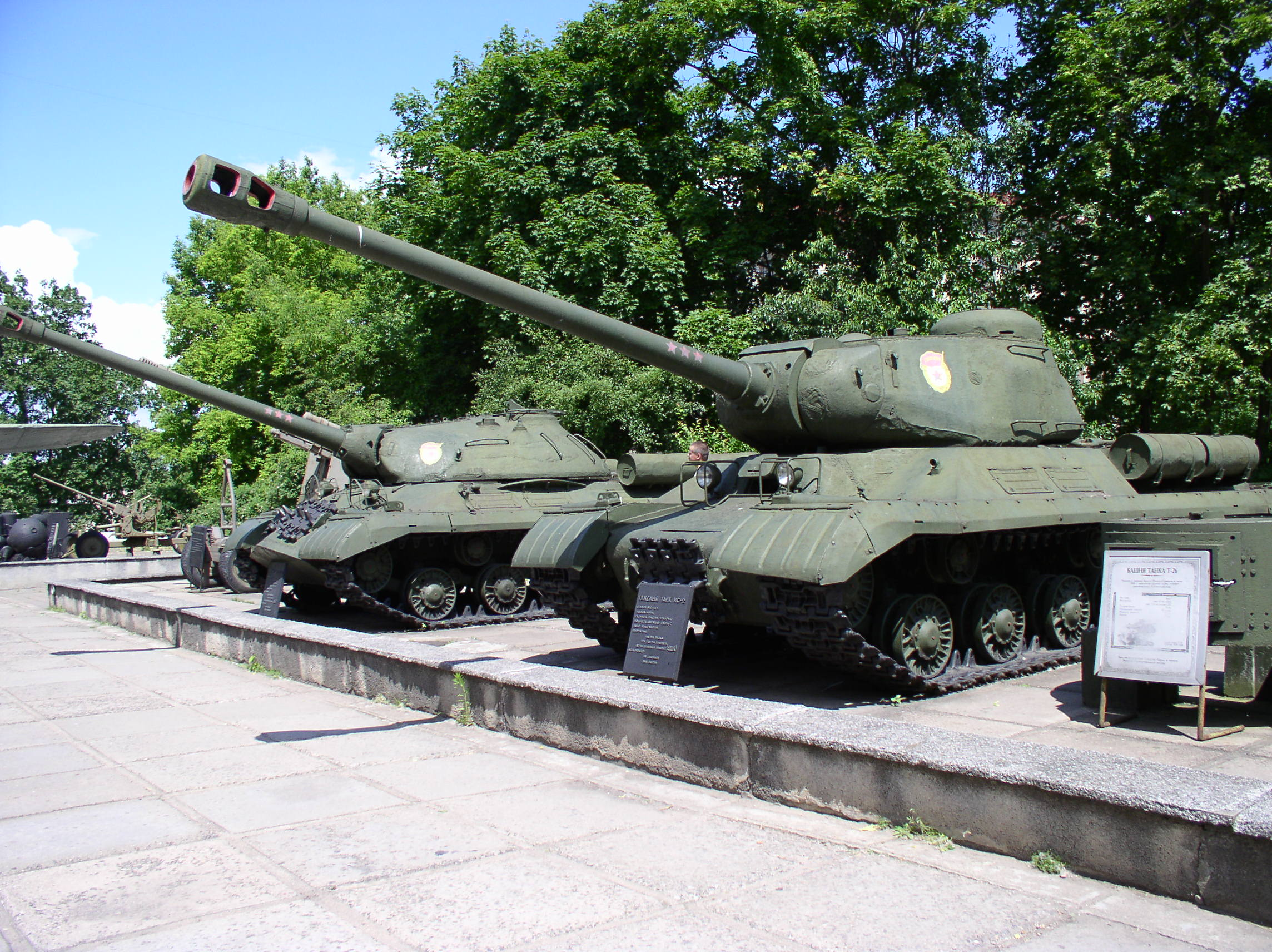
IS-2 Modello 1943 (primo piano) e IS-3 esposti al Museo della Grande Guerra Patriottica a Minsk, Bielorussia
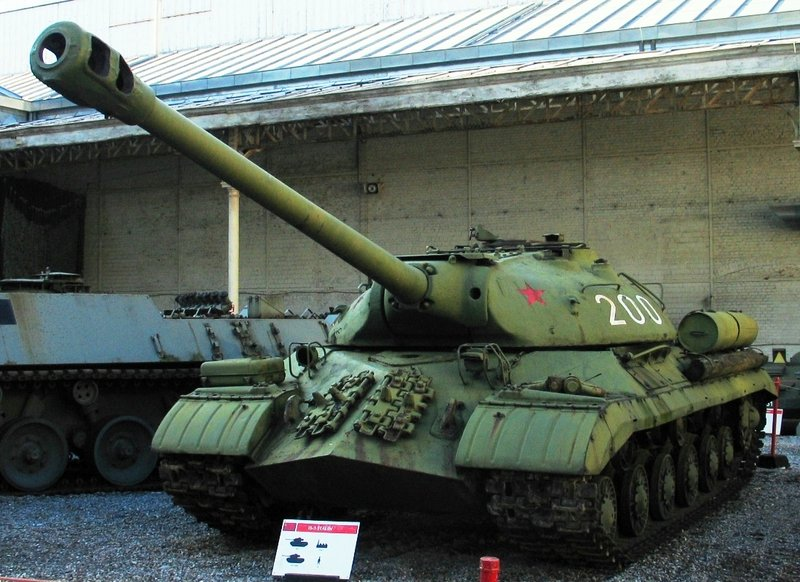
Il carro IS-3, esposto al Museo Reale dell'armata e di storia militare di Bruxelles